# High School Musical 3: Senior Year (саундтрек)
High School Musical 3: Senior Year — саундтрек к фильму «Классный мюзикл: Выпускной», был выпущен 24 октября 2008 года в США.

## Информация об альбоме
Альбом был распродан 297 000 копиями в первую неделю продаж в США, дебютировав на втором месте в Billboard 200, уступив первенство альбому AC/DC Black Ice. Диск был распродан тиражом более 1,3 миллиона экземпляров в США и 2 365 000 экземпляров по всему миру. В Австралии саундтрек стал золотым 6 ноября (в первую неделю после релиза) и сертифицирован как платиновый 2 декабря — до выхода фильма в Австралии. В Бразилии альбом был распродан тиражом свыше 60 000 экземпляров по предзаказам и получил статус платинового до официального релиза. В Великобритании за первую неделю было продано 97 972 копий, и пластинка стала самым продаваемым саундтреком в Великобритании.
Двухдисковый премьерный выпуск саундтрека был выпущен в тот же день, что и стандартная версия. На двухдисковом саундтреке присутствует оригинальный саундтрек и DVD с бонусным видео. Премьерный выпуск был выпущен в формате диджипак в отдельных странах. 15 октября 2008 года 12-трековая цифровая версия была официально распродана на EOLAsia.com Гонконге. 18 октября 2008 года Radio Disney провело программу для мировой премьеры оригинального саундтрека и выпустило в эфир целиком.

## Список композиций
| №   | Название                                      | Записывающий артист(ы)                                                            | Длительность |
| --- | --------------------------------------------- | --------------------------------------------------------------------------------- | ------------ |
| 1.  | «Now or Never»                                | Актёры из Классный мюзикл: Выпускной                                              | 4:33         |
| 2.  | «Right Here, Right Now»                       | Зак Эфрон, Ванесса Хадженс (Трой Болтон, Габриэлла Монтез)                        | 3:58         |
| 3.  | «I Want It All»                               | Эшли Тисдейл, Лукас Грейбил (Шарпей Эванс, Райан Эванс)                           | 4:39         |
| 4.  | «Can I Have This Dance»                       | Эфрон, Хадженс (Болтон, Монтез)                                                   | 4:04         |
| 5.  | «A Night to Remember»                         | Актёры из Классный мюзикл: Выпускной                                              | 3:58         |
| 6.  | «Just Wanna Be with You»                      | Грейбил, Олеся Рулин, Эфрон, Хадженс (Райан Эванс, Келси Нильсен, Болтон, Монтез) | 2:38         |
| 7.  | «The Boys Are Back»                           | Корбин Блю, Эфрон (Чад Дэнфорт, Болтон)                                           | 3:47         |
| 8.  | «Walk Away»                                   | Хадженс                                                                           | 3:50         |
| 9.  | «Scream»                                      | Эфрон                                                                             | 3:56         |
| 10. | «Senior Year Spring Musical»                  | Актёры из Классный мюзикл: Выпускной                                              | 7:45         |
| 11. | «A Night to Remember (Реприза)»               | Джемма МакКензи-Браун, Тисдейл (Тиара Голд, Эванс)                                | 1:04         |
| 12. | «We're All in This Together (Graduation Mix)» | Актёры из Классный мюзикл: Выпускной                                              | 4:17         |
| 13. | «High School Musical»                         | Актёры из Классный мюзикл: Выпускной                                              | 3:53         |

### 2-дисковый премьерный выпуск
Саундтрек был выпущен в тот же день, когда Walt Disney Records выпустил Классный мюзикл: Выпускной' 2-Дисковый Премьерный Саундтрек, специальный двухдисковый комплект Классный мюзикл: Выпускной саундтрек. Он доступен только на ограниченное время в специализированных магазинах (к примеру, Target, Wal-Mart, Costco).
- Disc 1 — Классный мюзикл: Выпускной саундтрек
- Disc 2 — Бону на DVD со следующим:
  - «Making of a Musical: From the Recording Studio to the Big Screen»
  - Клип «Now or Never»
  - Официальный трейлер фильма
- Специальный белый пакет со специально вложенным буклетом с текстами песен

### Бонус-треки
| №   | Название                                                                              | Записывающий артист(ы) | Длительность |
| --- | ------------------------------------------------------------------------------------- | ---------------------- | ------------ |
| 13. | «Just Getting Started» (Бонус в цифровой загрузке)                                    | Stan Carrizosa         | 3:37         |
| 14. | «The Boys Are Back» (Британский, германский, итальянский и португальский бонус-треки) | US5                    | 3:30         |

На британском iTunes новая версия с ремиксами была выпущена, чтобы соответствовать фильмам, выпущенным на DVD.
| №   | Название                                    | Записывающий артист(ы)               | Длительность |
| --- | ------------------------------------------- | ------------------------------------ | ------------ |
| 13. | «The Boys Are Back» (Альтернативная версия) | US5                                  | 3:37         |
| 14. | «Just Getting Started»                      | Стэн Карризоса                       | 3:37         |
| 15. | «Now or Never» (Ремикс)                     | актёры из Классный мюзикл: Выпускной | 4:58         |
| 16. | «The Boys Are Back» (Ремикс)                | US5                                  | 3:38         |
| 17. | «Классный мюзикл: Выпускной: Мегамикс»      | Классный мюзикл: Выпускной           | 7:02         |

## Синглы
Многочисленные синглы были выпущены прежде выпуска саундтрека, с песнями, выпущенными в цифровых магазинах и клипом, проигранным на Disney Channel.
- «Now or Never» был первым синглом, выпущенным с саундтрека и исполненный актёрским составом из Классный мюзикл: Выпускной.
- «I Want It All» был вторым синглом, выпущенным с саундтрека и исполнен Эшли Тисдейл и Лукасом Грейбилом в роли Шарпей Эванс и Райана Эванса.
- «Right Here Right Now» был четвёртым синглом с саундтрека и исполнен Заком Эфроном и Ванессой Хадженс в роли Троя Болтона и Габриэллы Монтез.
- «Классный мюзикл» был вторым синглом, выпущенным с саундтрека в Бразилии (Первым был Now or Never) и исполнен актёрским составом из Классный мюзикл: Выпускной.

## Чарты
| Чарт                                 | Наивысшая позиция |
| ------------------------------------ | ----------------- |
| Australian ARIA Albums Chart         | 4                 |
| Австралийский Albums Chart           | 1                 |
| Бельгийский Albums Chart             | 6                 |
| Колумбийский Tower Records Top 25    | 5                 |
| Датский Albums Chart                 | 7                 |
| Французский Albums Chart             | 10                |
| German Albums Charts                 | 3                 |
| Греческий International Albums Chart | 3                 |
| Венгерский Albums Chart              | 1                 |
| Ирландский Multi-Artist Albums Chart | 1                 |
| Italian Albums Chart                 | 3                 |
| New Zealand Albums Chart             | 1                 |
| Norway Albums Chart                  | 6                 |
| Португальский Albums Chart           | 3                 |
| Испанский Albums Chart               | 1                 |
| Шведский Compilations Chart          | 3                 |
| Турецкий Albums Chart                | 1                 |
| Британский Compilation Album Chart   | 1                 |
| Американский Billboard 200           | 2                 |
| U.S. Top Digital Albums              | 1                 |
| Американский Top Internet Albums     | 1                 |

## Продажи и сертификации
| Страна         | Сертификации | Продажи/поставки | Организация | Ссылка |
| -------------- | ------------ | ---------------- | ----------- | ------ |
| Австралия      | Платина      | 70,000+          | ARIA        | [ 20 ] |
| Австралия      | Платина      | 15,000+          | IFPI        | [ 21 ] |
| Бельгия        | Золото       | 30,000+          | IFPI        | [ 22 ] |
| Бразилия       | 2x Платина   | 200,000+         | ABPD        | [ 23 ] |
| Германия       | Платина      | 200,000+         | IFPI        | [ 24 ] |
| Мексика        | 3x Платина   | 300,000+         | AMPROFON    | [ 25 ] |
| Новая Зеландия | 2x Платина   | 30,000+          | RIANZ       | [ 26 ] |
| Швейцария      | Золото       | 15,000+          | IFPI        | [ 27 ] |
| Турция         | Gold         | 7,000+           | MüYap       | [ 28 ] |
| США            | Platinum     | 1,500,000+       | RIAA        | [ 29 ] |

## Над альбомом работали
Следующие люди содействовали созданию альбома:
- Вокал — Зак Эфрон, Ванесса Хадженс, Эшли Тисдейл, Лукас Грейбил, Корбин Блю, Моник Коулман, Олеся Рулин, Джемма МакКензи-Браун, Мэтт Прокоп
- Исполнительные продюсеры — Кенни Ортега, Билл Борден и Барри Розенбуш
- Продюсеры — Адам Андерс, Расмус Билли Бэнке, Энди Додд, Мэтью Жерар, Джейми Хьюстон, Рэнди Питерсен, Кевин Квинн, Адам Уоттс
- Писатели — Адам Андерс, Энди Додд, Мэтью Жерар, Никки Хассман, Джейми Хьюстон, Робби Невил, Джейми Хьюстон, Кевин Квинн, Адам Уоттс
- Мастеринг — Патриция Салливан
- Инженеры — Кэри Батлер, Мэтью Жерар, Джейми Хьюстон, Джереми Лузье, Джозеф Маджи, Брайан Матуф, Джоэл Соффьер